# Пица (Нижегородская область)
Пица — село Сергачского района Нижегородской области России. Входит в состав Лопатинского сельсовета.

## География
Село расположено берегу одноимённой реки. Находится в 20 км к юго-западу от районного центра — города Сергач, и в 133 км к юго-востоку от Нижнего Новгорода. Высота центра селения над уровнем моря — 156 м.

### Уличная сеть
Пять улиц: Верхняя, Лесная, Овражная, Приозерная, Центральная, отражающие географические реалии селения.

## Название
Название села происходит от наименования реки, на берегу которой оно расположено. Название речки в свою очередь имеет мордовское (эрзянское) происхождение и означает «Сосна». Однако существует мнение, основанное в первую очередь на легенде, что название села появилось из-за ошибки, которую допустил чиновник, описывавший населённые пункты. Согласно данному мнению, ранее село называлось Спица, однако первая буква в названии была утрачена, вследствие чего и возникло текущее название. Существует и третья точка зрения. Согласно ей, название села происходит от татарского слова Печә, означающего «кроит» или «выкраивает».

## История
Первые упоминания о Пице не позже начала ХVII столетия (159? года). Тогда селение располагалось в 1—2 км к югу от его теперешнего положения. Пица в XVIII—XIX веках представляла собой одно из самых крупных татарских поселений данной местности.
| 1722 | 1747 | 1764 | 1816 | 1834 | 1858 |
| ---- | ---- | ---- | ---- | ---- | ---- |
| 366  | 522  | 532  | 1020 | 1437 | 1971 |

Данные исторической переписи основаны на ревизских сказках.

## Население
| 2002 | 2010 |
| ---- | ---- |
| 356  | ↘322 |

## Известные жители
Известный хоккейный тренер Зинэтула Билялетдинов имеет пиценские корни и не раз приезжал на малую родину.
В деревне 10 июля 1922 года родился Умар Белялович Белялов (умер 23 августа 1996 в Казани) — доктор исторических наук (1979), профессор (1980), заслуженный деятель науки ТАССР (1982), РСФСР (1988).
В деревне родился Исмагил Хамидуллин, председатель «двадцатки» Соборной мечети Ленинграда в 1936—1938 годах.

## Инфраструктура
В селе присутствуют два магазина. Сельскохозяйственный производственный кооператив имени Нариманова, пять крестьянско-фермерских хозяйств. Дом культуры, врачебная амбулатория и библиотека, администрация Лопатинского ТО. 

## Достопримечательности
- В селе расположены две мечети, первая из которых построена в 1989 году, а вторая в 1998 году[8].

- 2 памятника односельчанам, погибшим в годы Второй мировой войны.

- Шырылдавык — родник с ключевой водой.

- Лес при въезде в деревню.

- Озеро Инеш в середине, ближе к левой части села.

## В литературе
О деревне написана книга «Не забыть нам Пицу родную!». В которой повествуется история села от его основания. Упор в книге сделан на советский период и функционирование Колхоза имени Нариманова.